# Villejean - Université (métro de Rennes)
Pour les articles homonymes, voir Villejean.
Villejean - Université est une station de la ligne A du métro de Rennes, située dans le quartier de Villejean à Rennes dans le département français d'Ille-et-Vilaine en région Bretagne.
Mise en service en 2002, elle a été conçue par l'architecte Manuelle Gautrand.
C'est une station, équipée d'ascenseurs, qui est accessible aux personnes à mobilité réduite.

## Situation sur le réseau
Établie en souterrain (tranchée couverte) sous la place du Recteur Henri Le Moal, la station Villejean - Université est située sur la ligne A, entre le terminus J.F. Kennedy et la station Pontchaillou (en direction de La Poterie).

## Histoire

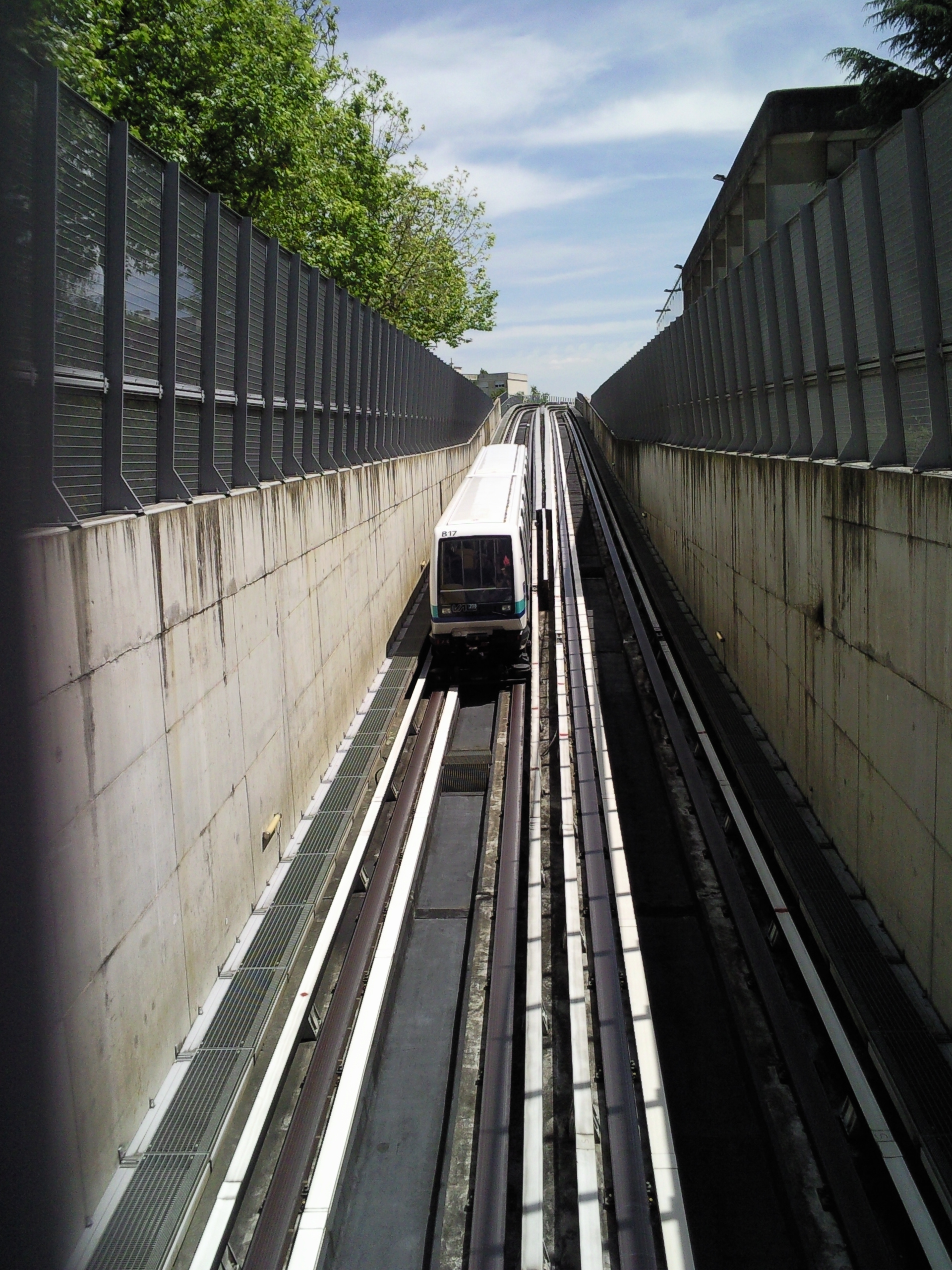
Une rame à la fin du viaduc, près de la station.

La station Villejean - Université est mise en service le 15 mars 2002, lors de l'ouverture à l'exploitation de la ligne A. Son nom a pour origine le quartier dans lequel elle se situe (Villejean) et le campus de Villejean. 
La construction de la station débute en 1997, le gros œuvre est terminé à l'été 1999, suivi par la pose de la dalle de verre en septembre 1999 ; le second œuvre (sols, plafonds, garde-corps, portes palières, etc.) débute dans la foulée et s'achève en janvier 2002, un mois avant les aménagements de surface,.
Elle est réalisée par l'architecte Manuelle Gautrand, qui a dessiné une station sur un seul niveau, dont les quais sont situés à 4,40 mètres sous la surface : il n'y a pas de salle des billets, les distributeurs se situant en surface au dos de l'agence commerciale et est éclairée par la lumière naturelle grâce à une large dalle de verre de 11 mètres par 12 mètres constituée de 98 panneaux de verre fixés sur un cadre métallique, bordée en surface par des bancs de 11 mètres de long. Elle est équipée pour permettre son accessibilité aux personnes à mobilité réduite (PMR).
Sa construction a permis de repenser la place, anciennement constituée d'un carrefour giratoire, en une grande place piétonne, où se trouve l’œuvre Alpha, Aleph, A de Jean-Paul Philippe,, dont les alphabets rappellent la vocation de l'université. Elle est surmontée d'un bâtiment abritant l'agence commerciale, dont l'accès se fait du côté du pôle d'échanges avec les autobus.
Dès mars 2002, la construction du parking relais débute, pour une livraison au printemps 2004, avec du retard en raison d'instabilités du sol. Sa mise en service a finalement lieu le 16 août 2004.
Elle est la troisième station la plus fréquentée de la ligne A derrière République et Sainte-Anne, avec un trafic journalier cumulé de près de 33 553 montées et descentes en 2009.
Une fresque est dessinée sur le mur de l'ouvrage situé à l'est permettant aux voies venant du viaduc depuis Pontchaillou de rejoindre le sous-sol. La Société d'économie mixte des transports collectifs de l'agglomération rennaise (SEMTCAR) avait lancé un appel d'offres à cet effet.
Entre avril et décembre 2018, l'accès à la station en direction du terminus J.F. Kennedy a été agrandi par la création d'un nouvel escalier côté ouest, situé en face de l'escalier existant côté est, afin de mieux gérer les flux aux heures de pointe et les nombreux étudiants utilisant la station ; d'un coût d'un million d'euros, cet aménagement a été mis en service en janvier 2019.

## Service des voyageurs

### Accès et accueil
La station dispose de cinq accès, répartis à l'angle sud-est de la place :
- Sortie no 1 « avenue de la bataille Flandres-Dunkerque » : côté nord-est au nord de l'agence commerciale ;
- Sortie no 2 « place du Recteur Henri Le Moal » : côté ouest ;
- Sortie non numérotée côté sud-est au sud de l'agence commerciale ;
- Les deux ascenseurs encadrant l'agence commerciale.

De par sa configuration particulière sans salle des billets, il faut remonter à la surface pour changer de quai et donc revalider son titre de transport. De plus, la station compte les escaliers parmi les plus étroits du réseau et ne compte aucun escalier mécanique malgré sa fréquentation.
La station dispose de distributeurs automatiques de titres de transport, situés en surface en façade du bloc intégrant l'agence commerciale, les ascenseurs et la ventilation.
Elle est équipée de portillons d'accès couplés à la validation d'un titre de transport, opérationnels à partir du 1er décembre 2020 concomitamment au nouveau système billettique, afin de limiter la fraude. La décision de modification a été confirmée lors du conseil du 30 avril 2015 de Rennes Métropole.

Les accès et les quais de la station
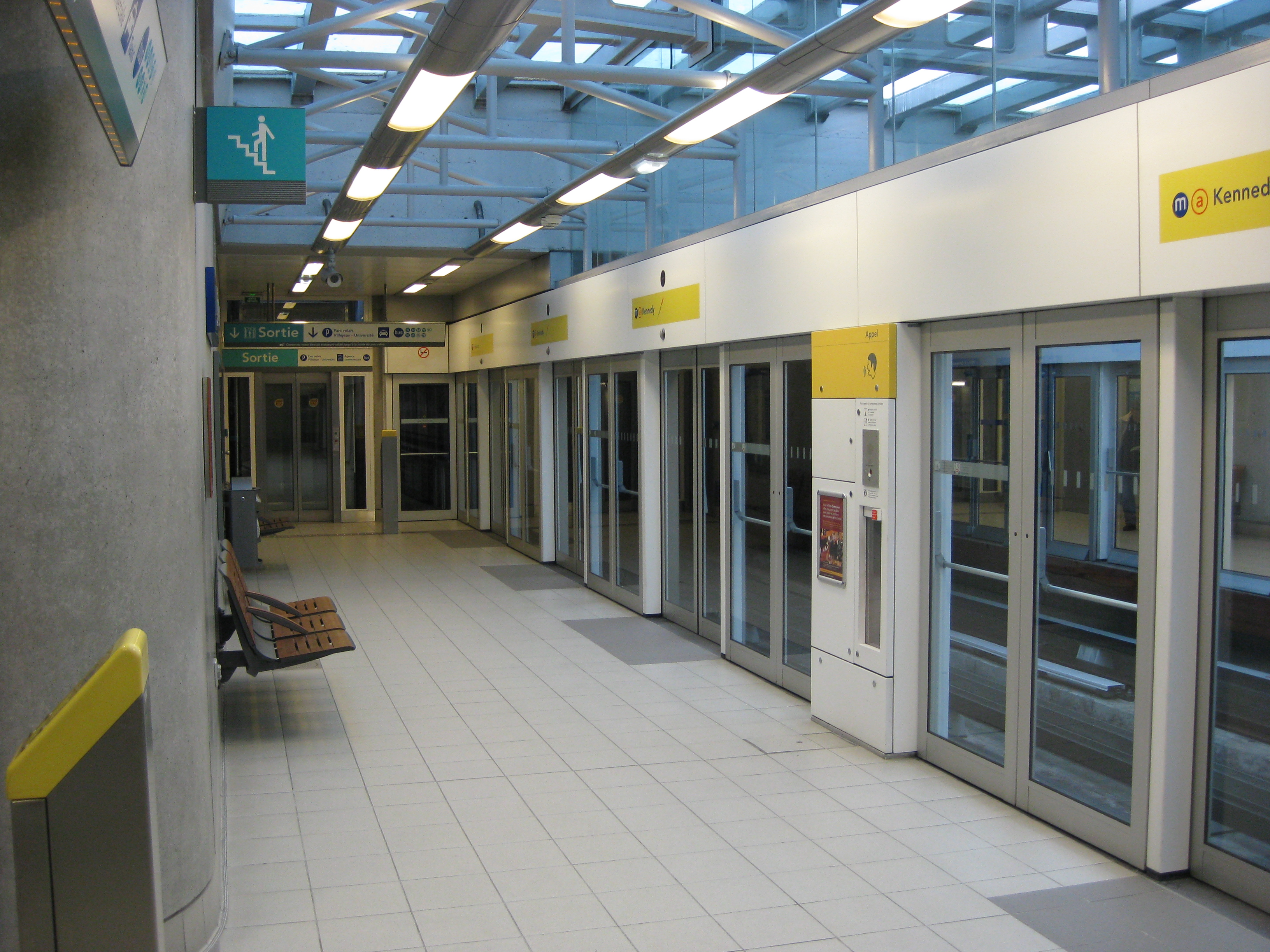
Quais direction J.F. Kennedy
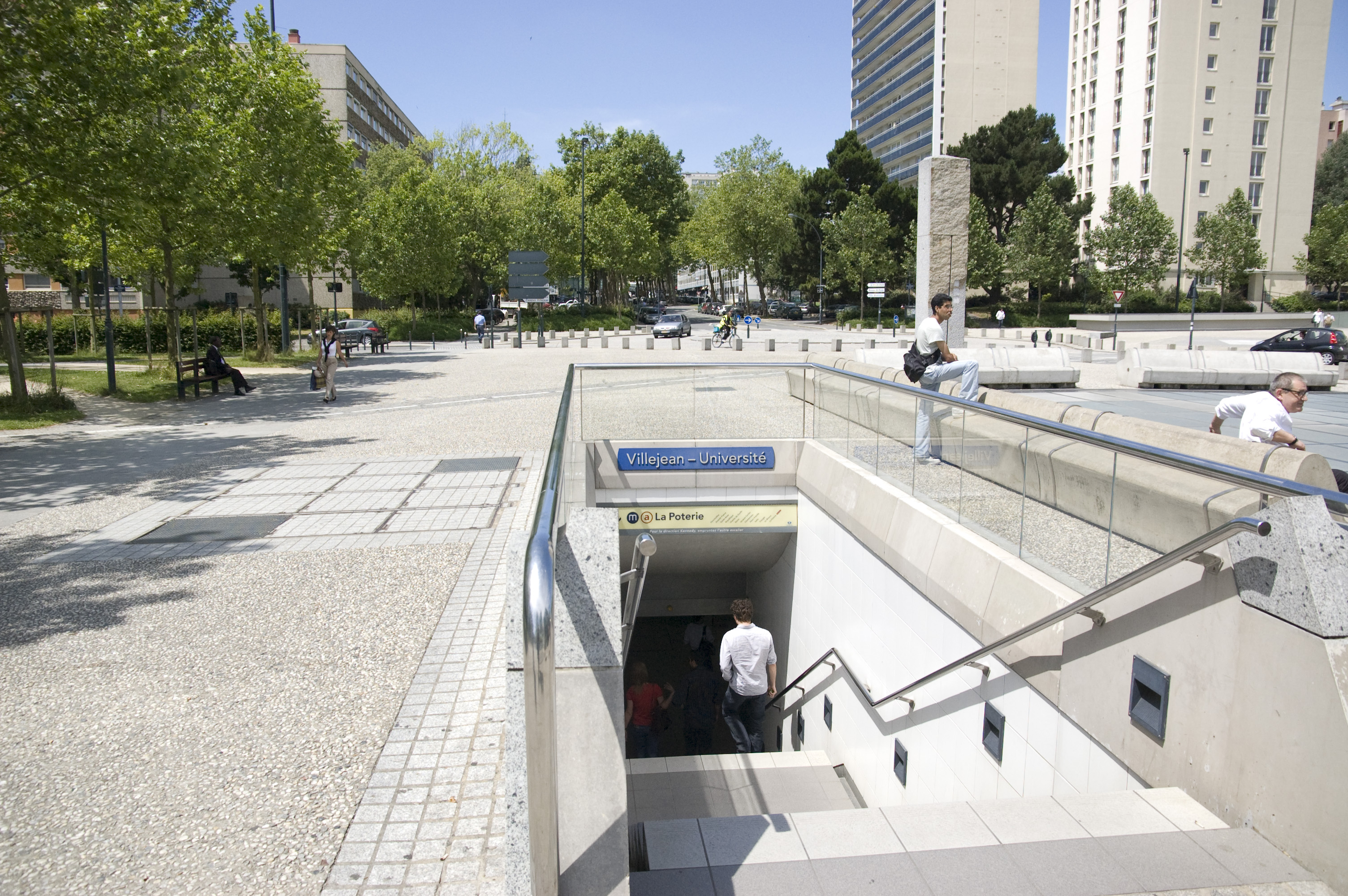
Entrée de la station

### Desserte
Villejean - Université est desservie par les rames qui circulent quotidiennement sur la ligne A, avec une première desserte à 5 h 16 (7 h 26 les dimanches et fêtes) et la dernière desserte à 0 h 44 (1 h plus tard les nuits des jeudis aux vendredis, vendredis aux samedis et des samedis aux dimanches).

### Intermodalité
Elle fait office de point de correspondance pour les lignes de bus du nord-ouest de Rennes Métropole, rabattues sur la station à son ouverture, et un parc relais de près de 400 places est construit à proximité,, ainsi que des stations STAR, le vélo et Citiz Rennes Métropole, et un parc à vélos sécurisé C-Park Vélo de 38 places.
Elle est desservie par les lignes de bus C4, 12, 14, 35, 52, 65, 68, 76, 77, 78, 81, 82, 152ex, 165ex, 168ex, 178ex et la nuit par la ligne N1.

L'intermodalité
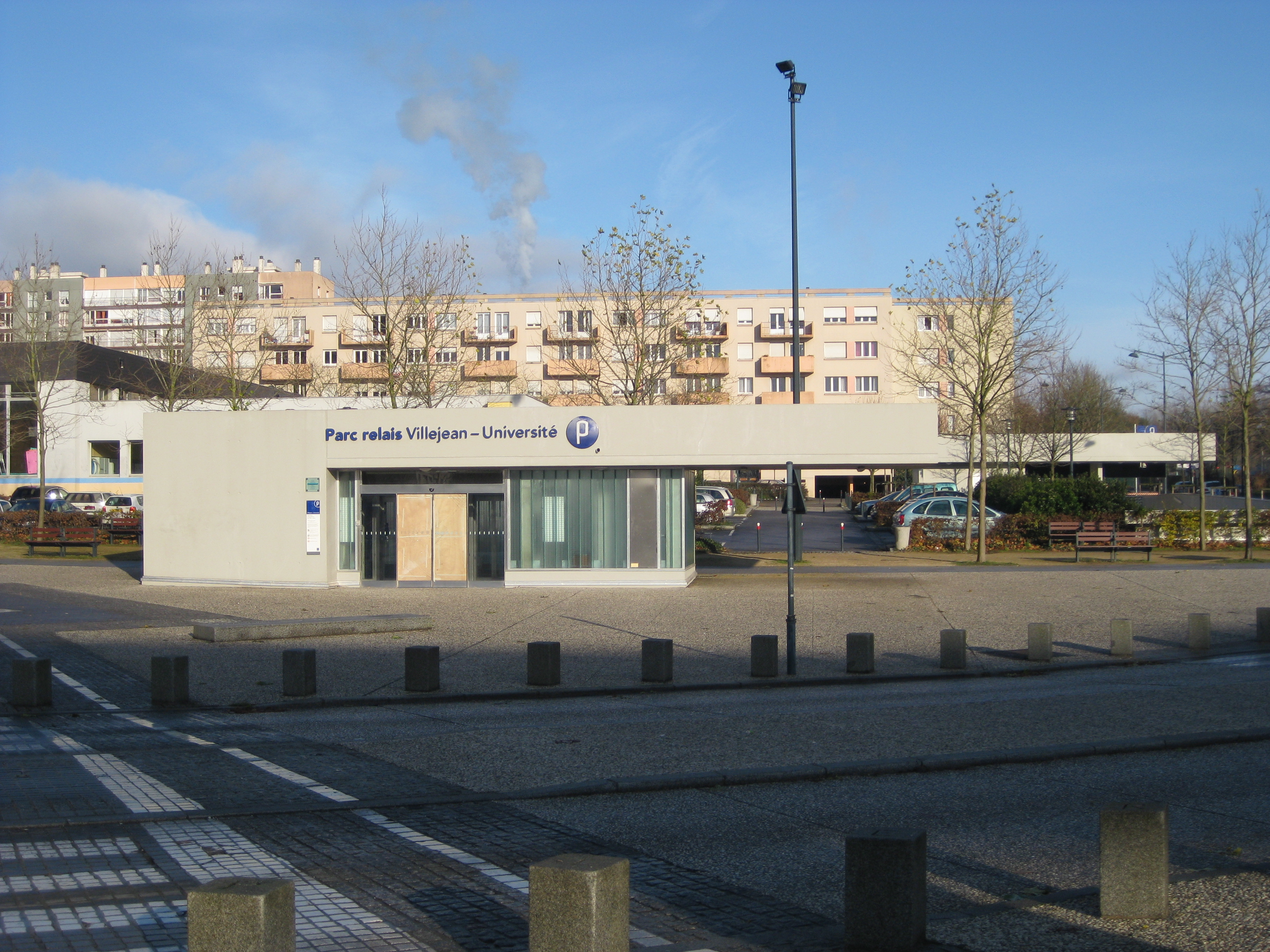
Entrée piétons du Parc Relais Villejean - Université
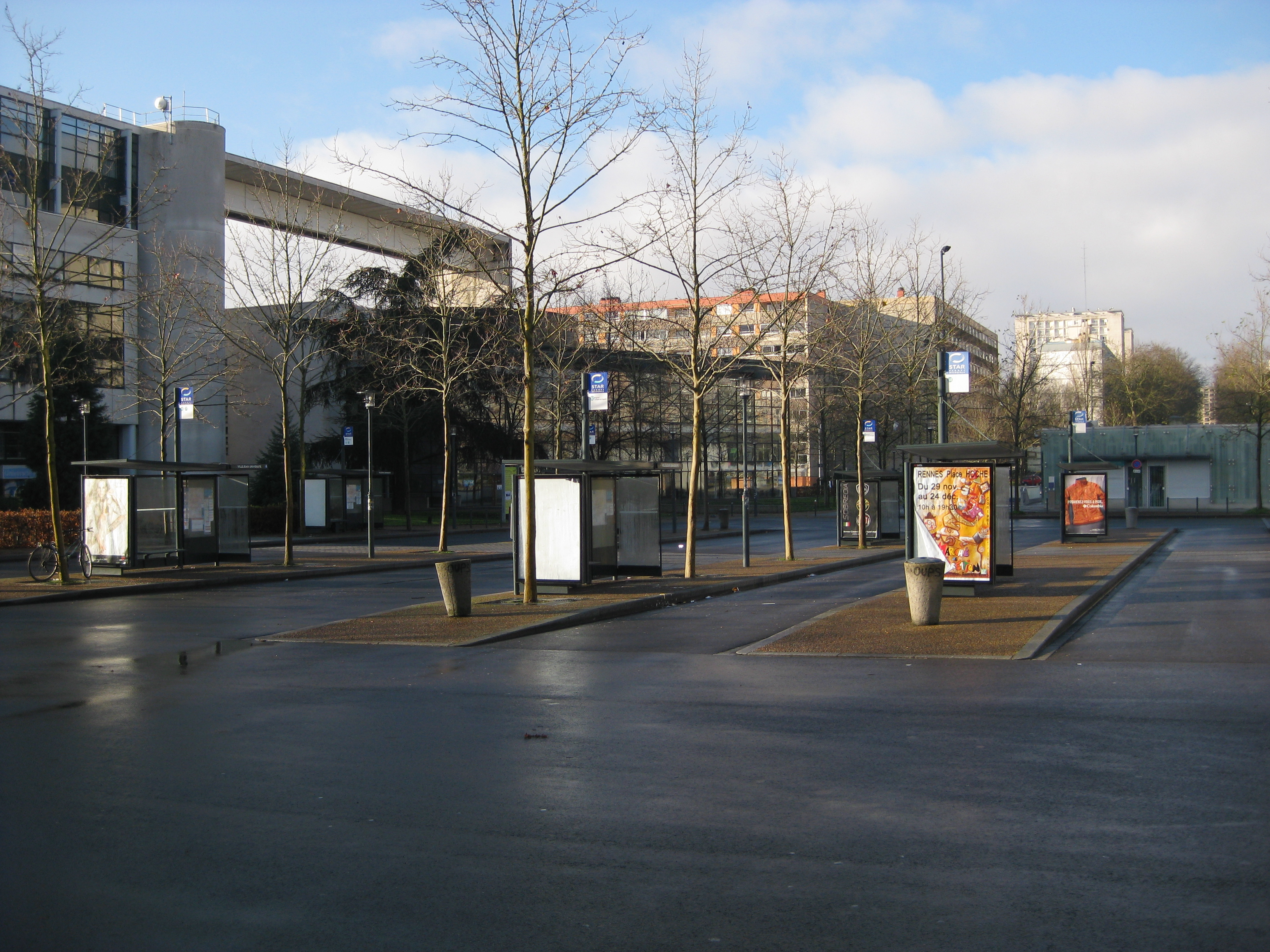
Pôle d'échanges bus, avec l'agence commerciale au fond
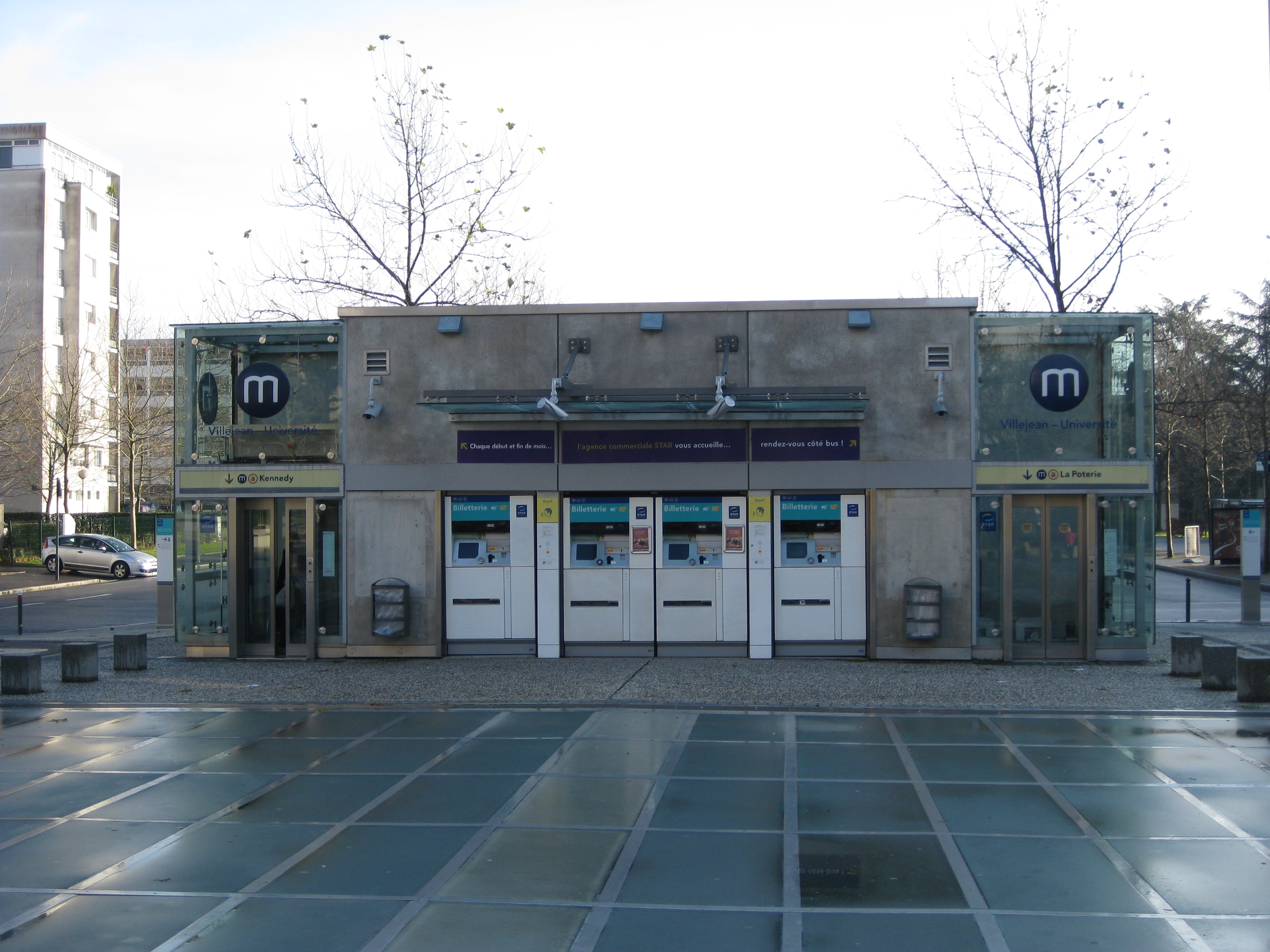
L'arrière de l'agence commerciale du STAR, avec les distributeurs de titres de transport
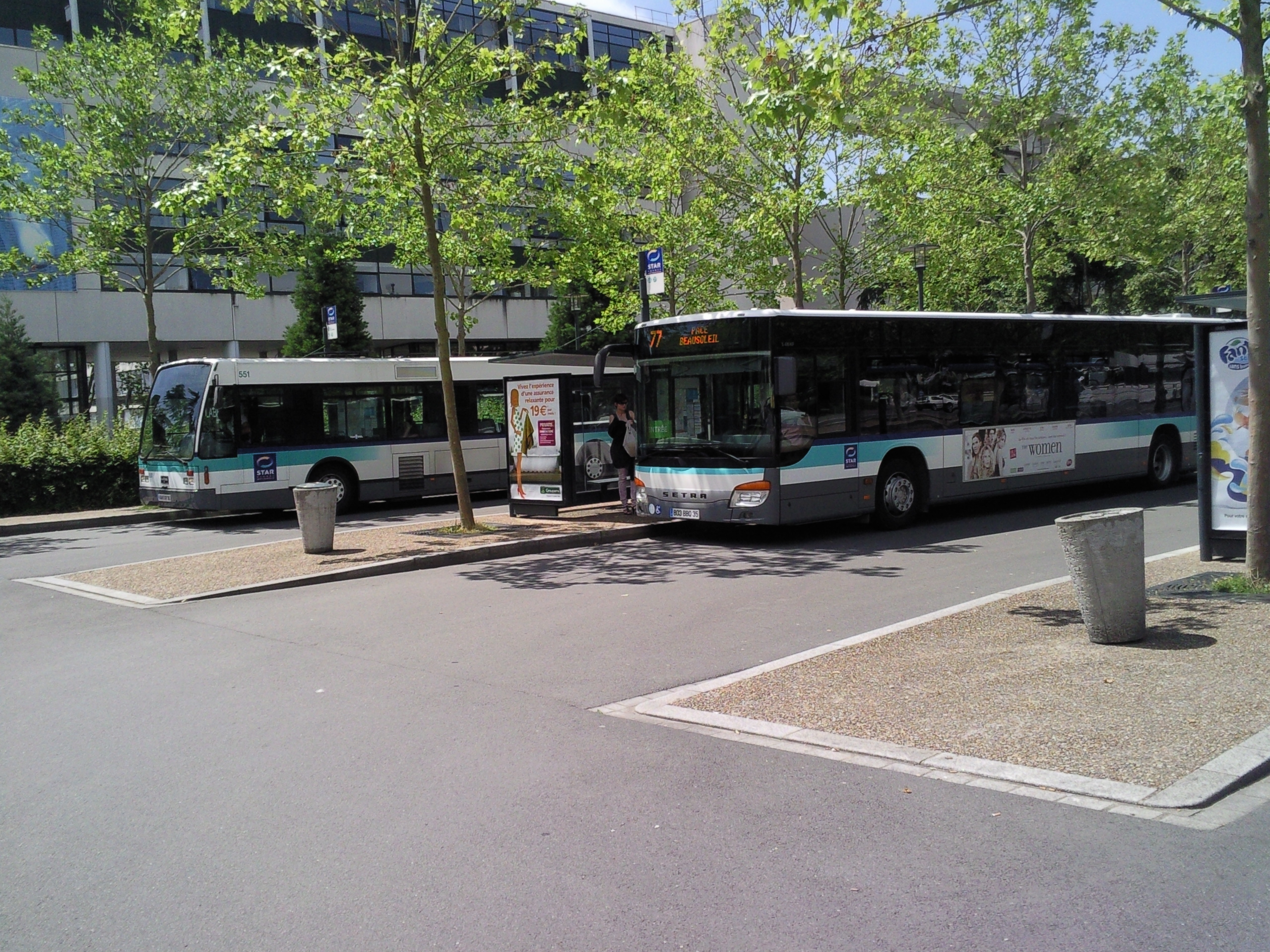
Arrêts de bus Villejean - Université

## Projets
D'ici 2030, la station sera desservie par la ligne T1 du futur « trambus » de Rennes.

## À proximité
La station dessert notamment :
- les campus de Villejean et de la Harpe ;
- la partie est du quartier de Villejean ;
- l'ouest de l'hôpital de Pontchaillou ;
- le centre régional de lutte contre le cancer Eugène-Marquis.